# Theodor Scheidl
Theodor Scheidl, född 3 augusti 1880, död 22 april 1959, var en friidrottare från Österrike. Han deltog vid olympiska sommarspelen 1906.